# Часкомус (муниципалитет)
Муниципалитет Часкомус  (исп. Partido de Chascomús) — муниципалитет в Аргентине в составе провинции Буэнос-Айрес.
Территория — 4225 км². Население — 42277 человек. Плотность населения — 10,01 чел./км².
Административный центр — Часкомус.

## География
Муниципалитет расположен на востоке провинции Буэнос-Айрес.
Муниципалитет граничит:
- на северо-западе — c муниципалитетами Хенераль-Пас, Брандсен
- на северо-востоке — с муниципалитетами Магдалена, Пунта-Индио
- на востоке — с Атлантическим океаном
- на юго-востоке — с муниципалитетом Кастелли
- на юге — с муниципалитетом Лесама
- на юго-западе — с муниципалитетами Хенераль-Бельграно, Пила

## Важнейшие населенные пункты[2]
| № | Населённый пункт    | Населённый пункт (исп.) | Категория | Население чел. (2010) | На карте                        |
| - | ------------------- | ----------------------- | --------- | --------------------- | ------------------------------- |
| 1 | Часкомус            | Chascomús               | город     | 33607                 | 35°34′25″ ю. ш. 58°00′35″ з. д. |
| 2 | Вилья-Парке-Хирадо  | Villa Parque Girado     | поселок   | 93                    | 35°37′34″ ю. ш. 58°01′00″ з. д. |
| 3 | Баррио-Ломас-Альтас | Barrio Lomas Altas      | поселок   | 61                    | 35°34′56″ ю. ш. 58°04′02″ з. д. |
| 4 | Лагуна-Витель       | Laguna Vitel            | поселок   | 41                    | 35°32′18″ ю. ш. 58°08′23″ з. д. |